# Soikiella occidentalis
Soikiella occidentalis is een vliesvleugelig insect uit de familie Trichogrammatidae. De wetenschappelijke naam is voor het eerst geldig gepubliceerd in 1990 door Velten & Pinto.